# 交響曲第18番 (モーツァルト)
交響曲第18番 ヘ長調 K. 130 は、ヴォルフガング・アマデウス・モーツァルトが作曲した交響曲である。

## 概要
第16番ハ長調 K. 128や第17番ト長調 K. 129と同じく1772年の5月に、新しく就任したヒエロニムス・フォン・コロレド大司教の就任祝賀行事の曲として作曲されたものである。
前2作はイタリアの作風であるのに対し、第18番ではドイツの作風が反映されている。また、楽器編成はオーボエの代わりにフルートを使用し、ホルンが4本に増強されていることがうかがえる。ホルンを増強したのは第3楽章の作曲途中に思いついたものといわれ、楽譜の欄外に2つのホルンの譜が追加されている。

## 楽器編成
フルート2、ホルン4、弦楽

## 構成
全4楽章で、演奏時間は約22分。作品の規模が大きく、入念に書かれている。モーツァルトの持っている技術の集大成のように纏め上げられている。
- 第1楽章 アレグロ
ヘ長調、4分の4拍子、ソナタ形式。

- 第2楽章 アンダンティーノ・グラツィオーソ
変ロ長調、8分の3拍子、二部形式。
- 第3楽章 メヌエット - トリオ
ヘ長調 - ハ長調、4分の3拍子、複合三部形式。
- 第4楽章 モルト・アレグロ
ヘ長調、4分の4拍子、ソナタ形式。